# ダーリントン・ナグベ
ダーリントン・ナグベ（Darlington Nagbe 、1990年7月19日 - ）は、リベリア・モンロビア出身のプロサッカー選手。サッカーアメリカ合衆国代表。コロンバス・クルー所属。ポジションはMF。

## 経歴

### 初期
リベリアの首都モンロビアにて、サッカーリベリア代表選手であるジョー・ナグベの息子として生まれた。1989年に発生したリベリア内戦の戦火から逃れるため、生後5ヶ月の時に母親に連れられリベリアを脱出。その後はサッカー選手であった父に従いフランス、ギリシャ、スイスと引っ越しを繰り返した。2001年、11歳の時にようやくクリーブランドに落ち着いた。
クリーブランド近郊のレイクウッドの高校に通い、卒業後はアクロン大学に進学。大学のサッカー部ではペリー・キッチン、ダレン・マトックスらとチームメイトだった。2010年にはNCAA男子ディビジョンIサッカーチャンピオンシップ優勝を達成した。

### クラブ
2011年のMLSスーパードラフトで、1巡目（全体2人目）にポートランド・ティンバーズに指名された。4月2日のニューイングランド・レボリューション戦でプロデビュー。7月2日のスポーティング・カンザスシティ戦で初ゴールを記録。2016年シーズン終了後にはセルティックFCから300万ポンドでの獲得オファーが届いたが、移籍は実現しなかった。
2017年12月13日、105万ドルの金銭トレードでアトランタ・ユナイテッドFCに移籍。
2019年11月13日、総額105万ドルの金銭トレードでコロンバス・クルーに移籍。

### 代表
2015年9月、アメリカ合衆国に帰化。これによりアメリカ合衆国代表でプレーすることが可能になった。
2015年11月13日、2018 FIFAワールドカップ・北中米カリブ海予選のセントビンセント・グレナディーン戦でアメリカ合衆国代表デビュー。2016年5月25日、親善試合のエクアドル戦で代表初ゴールを挙げた。2017 CONCACAFゴールドカップでは決勝トーナメントの全3試合に出場、大会ベストイレブンに選ばれた。

## タイトル
アクロン大学
- NCAA男子ディビジョンIサッカーチャンピオンシップ: 2010

ポートランド・ティンバーズ
- MLSカップ: 2015

アメリカ合衆国代表
- CONCACAFゴールドカップ: 2017